# Tekeriš
Tekeriš (en serbe cyrillique : Текериш) est un village de Serbie situé sur le territoire de la Ville de Loznica, district de Mačva. Au recensement de 2011, il comptait 292 habitants.

## Histoire
Tekeriš a été le théâtre de la bataille du mont Cer, qui a eu lieu en 1914.

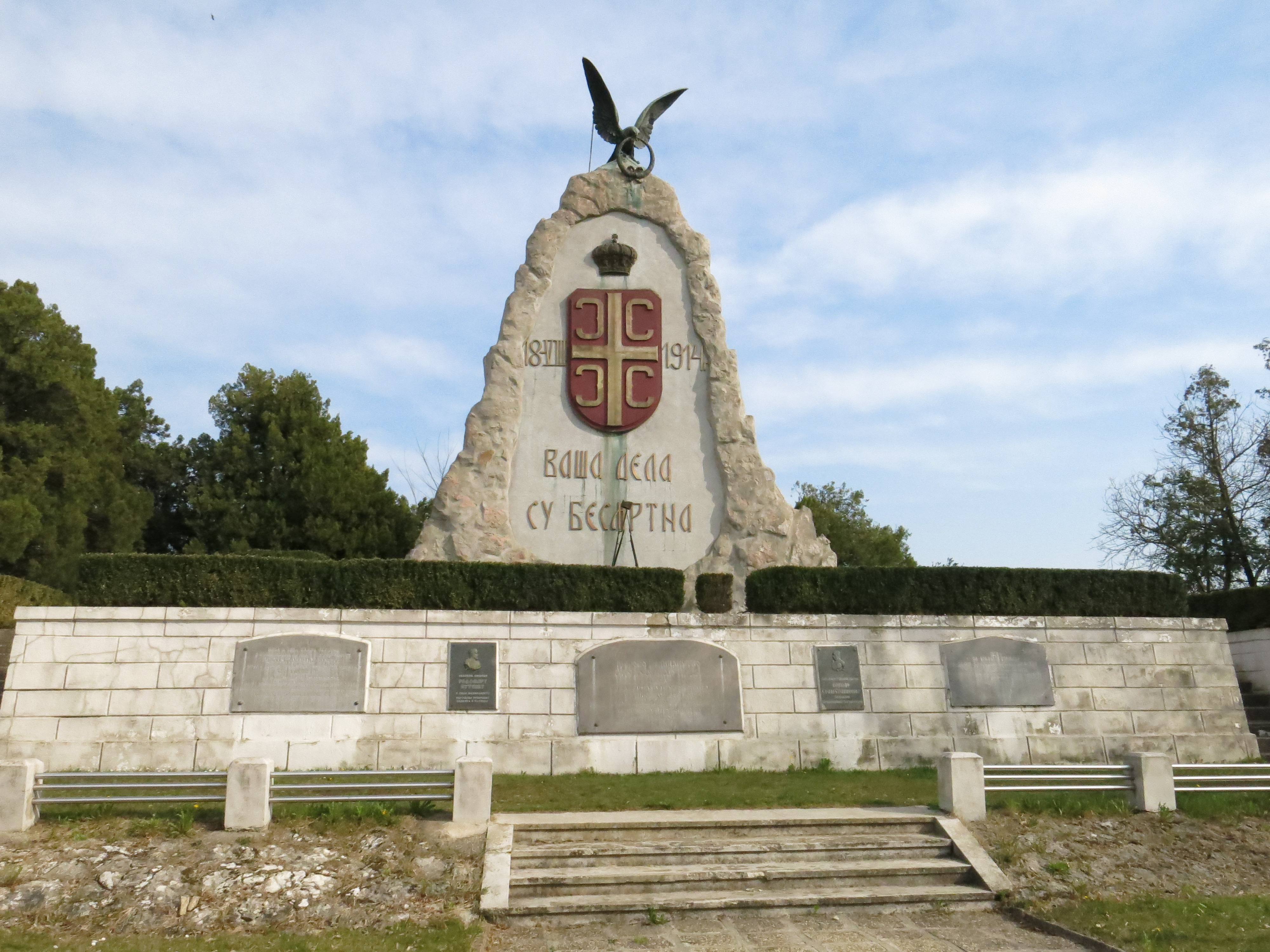
Le mémorial du mont Cer

## Démographie
| 1948 | 1953 | 1961 | 1971 | 1981 | 1991 | 2002 | 2011 |
| ---- | ---- | ---- | ---- | ---- | ---- | ---- | ---- |
| 989  | 925  | 913  | 820  | 616  | 424  | 370  | 292  |

|  |